# South Kentish Town
South Kentish Town is een spookstation in Kentish Town, Noord-Londen, tussen Camden Town en Kentish Town aan de High Barnet-tak van de Northern Line.

## Charing Cross, Euston & Hampstead Railway
De Charing Cross, Euston & Hampstead Railway (CCE & HR), kortweg Hampstead Tube, opende haar initiële hoofdlijn tussen Charing Cross en Golders Green met een aftakking naar Highgate op 22 juni 1907. Het zuidelijkste station van de aftakking werd aanbesteed als Castle Road maar werd vlak voor de opening omgedoopt in South Kentish Town.  De CCE&HR was onderdeel van Yerkes Group (UERL) die architect Leslie Green in dienst had voor het ontwerpen van de stations. Het stationsgebouw is dan ook gebouwd naar zijn standaardontwerp met de bloedrode geglazuurde gevel en bogen met ramen op de eerste verdieping. Ondergronds had Green voor elk station een uniek tegelpatroon bedacht zodat de stations herkenbaar zijn voor laaggeletterden. De naam Castle Road was al aangebracht in het tegelwerk toen de naam werd veranderd, op het laatste moment werd dit overgeschilderd met South Kentish Town. De inrichting van South Kentish Town is vergelijkbaar met Kentish Town een station noordelijker aan de aftakking. De reizigers konden tussen de stationshal en de perrons met liften en een wenteltrap met een diameter van 5,5 meter heen en weer. De liften werden opgehangen in twee liftkokers van elk 7 m diameter.

## Integratie
Het station kende weinig aanloop en al in 1908 werd besloten om de dienst te beperken door niet alle metro's bij het station te laten stoppen. De UERL kocht in 1913 de City and South London Railway (C&SLR) en wilde die integreren in haar net bestaande uit de Hampstead Line, Bakerloo Line en Picadilly Line. De Eerste Wereldoorlog betekende uitstel van de plannen en de werkzaamheden begonnen in 1922. Op 20 april 1924 konden de metro's van de C&SLR via de boog tussen Euston en Camden Town doorrijden naar de Hampstead Railway en omgekeerd. Na zeven weken kwam hier voor South Kentish Town een eind aan door een stroomstoring op 5 juni 1924. Door een wilde staking bij de elektriciteitscentrale aan Lots Road viel de stroom uit en moest het station sluiten. Nadat de stroomvoorziening was hersteld werd, gezien de kleine aanloop, besloten om het station niet te heropenen. 

## London Transport
In 1933 werd het OV in Londen genationaliseerd in de London Passenger Transport Board die in 1937 de combinatie van de CCE & HR en C&SLR de naam Northern Line gaf als verwijzing naar het Northern Heights project aan de noordrand van de stad dat door de lijn zou worden bediend. Het station werd echter niet heropend. Tijdens de Blitz in de Tweede Wereldoorlog werd het station geschikt gemaakt als schuilkelder. Na de oorlog werd het een toegang voor onderhoudswerkzaamheden en een nooduitgang voor metroreizigers. Daarnaast zijn er voorstellen gedaan om de perrons weer in gebruik te nemen in het kader van herontwikkelingsplannen voor Camden Town. Bovengronds wordt het station gebruikt door middenstanders. 

## Proza
Een prozastuk genaamd South Kentish Town werd in 1951 geschreven door John Betjeman. Het stuk gaat over een reiziger die vast kwam te zitten in het in onbruik geraakte station. Het is gebaseerd op een waargebeurd incident waarbij een trein stopte op het station en per ongeluk de deuren opende. In de werkelijkheid stapte niemand uit en kwam dus ook niemand vast te zitten.